# Cabragh

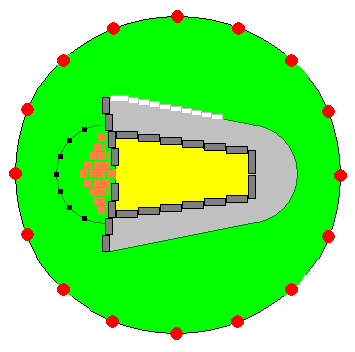
Prinzipskizze Wedge Tomb am Beispiel von Island

Cabragh (auch Cabragh 1 oder the Giant’s Grave, irisch An Chabrach genannt) ist ein Wedge Tomb und irisches National Monument etwa drei Kilometer westlich von Coolaney, südwestlich von Sligo im County Sligo in Irland. Es ist das westlichste einer Gruppe zwischen Coolaney und den Ox Mountains und eines von zweien in der Gemarkung Cabragh. 
Wedge Tombs (deutsch „Keilgräber“), früher auch „wedge-shaped gallery grave“ genannt, sind zwischen 4000 und 2500 v. Chr. in der Jungsteinzeit errichtete doppelwandige, ganglose, mehrheitlich ungegliederte Megalithbauten der späten Jungsteinzeit und der frühen Bronzezeit.
Die etwa 10 m lange Nordost-Südwest-orientierte Anlage befindet sich in einem kleinen, flachen Bereich unterhalb eines Steilhangs, etwa 30 m von der Straße. Ihr Zugang liegt an der Südwestseite. Einige der Decksteine sind erhalten, aber gegen die Galeriesteine der Südseite verkippt. Die Galerie ist durch einen (verlagerten) Seitenstein in eine 1,3 m breite und 1,4 m lange Vorkammer und eine etwa 6,0 m lange, 2,15 m breite Hauptkammer geteilt. Sie hat acht Steine auf der Nord- und sieben auf der Südseite. Das östliche Ende der Struktur ist von drei überlappenden Decksteine bedeckt. Um die Galerie ist die vollständige Doppelmauer gut erhalten.
Etwa 1,3 km südöstlich liegt mit „Cabragh 2“ ein zweites weniger gut erhaltenes Wedge Tomb. Die etwa sechs Meter lange Galerie besteht aus zwei Platten auf jeder Seite und einem spitzen Endstein. Eine abgewälzte Deckenplatte von etwa 3,5 × 2,0 m liegt an einer Seite. Im Nordwesten liegt eine zweite Deckenplatte. 30 m hinter dem Grab schließt eine große Platte bündig mit dem Boden, die eine Kammer unter sich zu haben scheint. Eine Steinreihe verbindet sie mit dem Wedge Tomb.
In der Nähe liegen das Ringfort (Rath) von Cabragh und das Wedge Tomb von Gortakeeran. Die Steinreihen von Cabragh stehen im County Cork und das Ringfort von Cabragh liegt im County Cavan.